# آملتو پالرمی
آملتو پالرمی (ایتالیایی: Amleto Palermi؛ ‏۱۱ ژوئیهٔ ۱۸۸۹ – ۲۰ آوریل ۱۹۴۱) کارگردان فیلم، فیلم‌نامه‌نویس و تدوین‌گر اهل ایتالیا بود.
وی کارگردان فیلم‌هایی همچون بانوی پیر، آخرین روزهای پمپئی، همسریاب و بندر بوده است.